# Scinax funereus
Scinax funereus es una especie de anfibio anuro de la familia Hylidae.
Habita en Brasil, Ecuador, Perú y posiblemente en Bolivia.
Sus hábitats naturales incluyen bosques tropicales o subtropicales secos y a baja altitud, marismas intermitentes de agua dulce, jardines rurales y zonas previamente boscosas ahora muy degradadas.